# Akershus Fotballkrets
Akershus Fotballkrets är ett av de regionala förbunden inom Norges Fotballforbund. Divisionen har sitt säte i Strømmen och omfattar kommunerna Aurskog-Høland, Eidsvoll, Enebakk, Fet, Gjerdrum, Hurdal, Lørenskog, Nannestad, Nes, Nittedal, Rælingen, Rømskog i Østfold, Skedsmo, Sørum och Ullensaker.

## Divisioner
- 3. divisionen, avdelning 5
- 4. divisionen
- 5. divisionen
- 6. divisionen
- 7. divisionen
- 8. divisionen, avdelning 1
- 8. divisionen, avdelning 2

## Hedersmedlemmar
- Olaf Engen
- Asbjørn Fjærestrand
- Ivar Fredriksen
- Tom Lund
- Hege Riise
- Tor Undheim
- Sverre Nordhaug